# Suneate

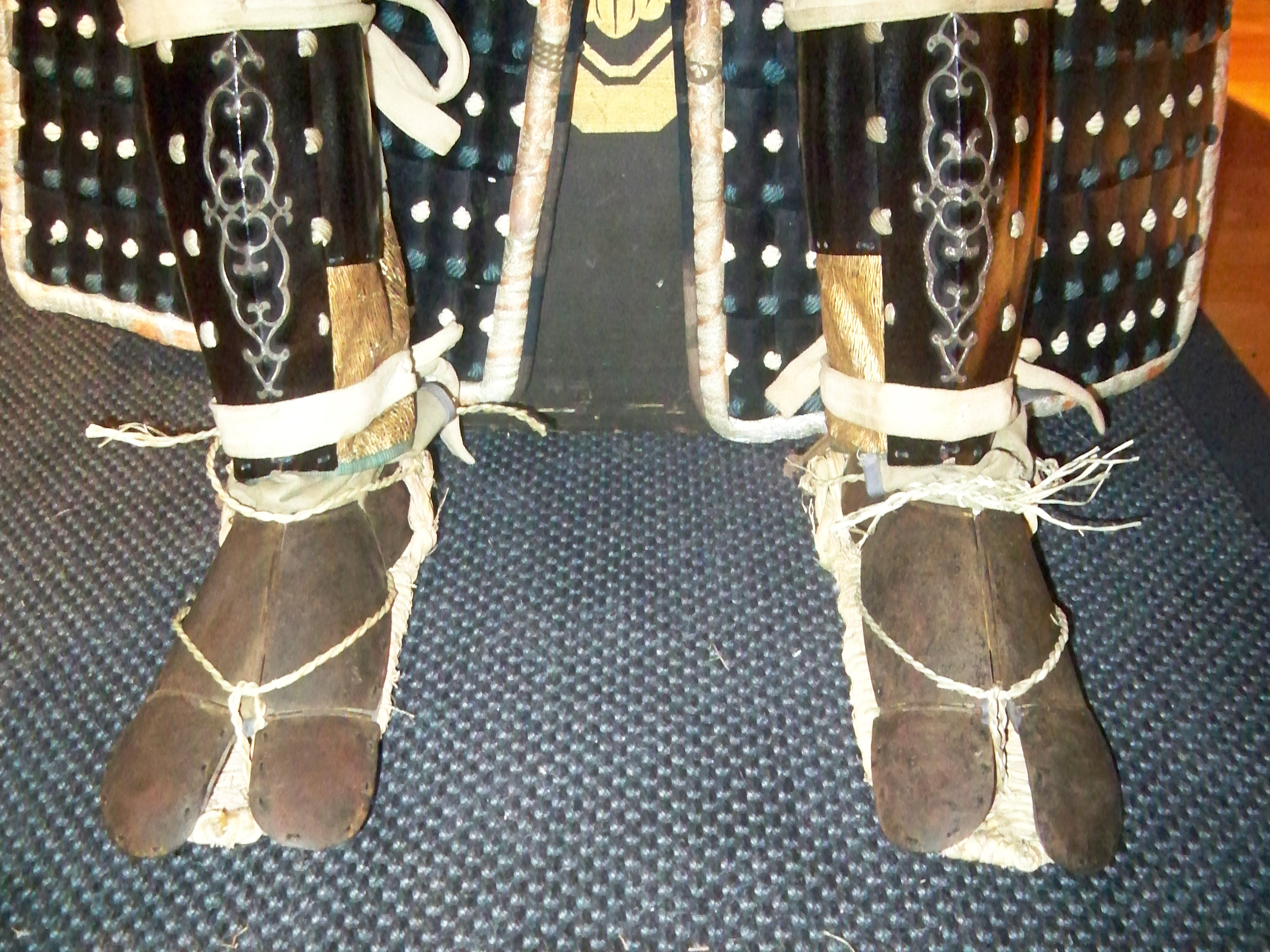
Armadura japonesa con suneate.

El Suneate eran un componente típico en la vestimenta de los samurái durante el período Sengoku de la historia de Japón. Los suneate consistían en láminas verticales que estaban unidas entre sí por medio de bisagras o cotas de malla y algunos materiales textiles.
Los ejemplos más antiguos de suneate eran simplemente planchas con grandes protecciones para el tobillo añadidas. 